# 相馬村 (青森県)
相馬村（そうまむら）は、かつて青森県中津軽郡におかれていた村。2006年2月27日、弘前市および岩木町と新設合併して新たな弘前市となり廃止となった。

## 地理
- 河川：岩木川、相馬川

### 隣接していた自治体
- 青森県
  - 弘前市
  - 中津軽郡：岩木町、西目屋村
- 秋田県
  - 大館市

## 歴史
- 1889年（明治22年）4月1日 - 村制施行。（湯口、黒滝、五所、水木在家、紙漉沢、坂市、藤沢、相馬、大助、藍内、沢田の11村が合併）
- 2006年（平成18年）2月27日 - 弘前市、岩木町と合併し、（新）弘前市となり消滅。

## 教育
- 相馬村立相馬小学校
- 相馬村立相馬中学校

## 名所・旧跡・観光スポット
- 星と森のロマントピアそうま
- 天文台「銀河」
- 御所温泉
- ロマントピアスキー場
- 長慶天皇御陵墓参考地（上皇宮）
- 箱ナメコ

## 交通
- 弘南バス

## 祭事・催事
- ろうそくまつり（旧暦1月15日・沢田地区）

## 出身有名人
- 鈴木正幸（すずき まさゆき・タレント）
- 沢田ひろふみ（漫画家）
- 中沢祐政（サラエボ冬季五輪クロスカントリー日本代表）

## その他
- 本村は「昭和の大合併」の時、弘前市に合併される案が出たが、当時の宮川相馬村長が『利点無し』として、この時は合併しなかった[1]。前述の通り、本村は「平成の大合併」で弘前市に合併されている。